# Mega Drive
Mega Drive je 16bitová herní konzole náležící ke 4. generaci konzolí vyráběná firmou Sega v Japonsku od roku 1988, distribuovaná v Evropě od roku 1990. Produkce byla ukončena 1995 a poslední licencovaná hra vyšla roku 2002 v Brazílii.
V Severní Americe vyšla v roce 1989 pod jménem Genesis, protože společnost SEGA nebyla schopna v této oblasti zajistit právní pokrytí názvu Mega Drive. Mega Drive následovala Sega Master System, se kterým byla zpětně kompatibilní.
Hlavním konkurentem Mega Drive byl Super Famicom firmy Nintendo, který vyšel o 2 roky později. Mega Drive se stal pro společnost SEGA jejím nejúspěšnějším modelem z hlediska počtu prodaných kusů a konzole i její hry jsou populární stále. Některé byly předělány pro hraní na novějších systémech jako Xbox Live Arcade, PlayStation Network nebo Virtual Console pro Nintendo Wii.

## Historie
Přestože byla konzole Master System poměrně úspěšná v Evropě a Brazílii, nikterak zásadně neovlivnila severoamerický a japonský trh, kde dominovaly přístroje konkurenční firmy Nintendo. Mezitím slavil úspěch Sega System 16, hrací automat na 16bitové platformě. Hajao Nakajama, tehdejší CEO společnosti dospěl k rozhodnutí vydat 16bitový systém pro domácí použití a finální koncept platformy Mega Drive byl následně použit i v několika dalších automatech, což zajistilo kompatibilitu her.
Nová konzole se původně měla jmenovat MK-1601, ale později se ustálil název Mega Drive, který měl reprezentovat sílu a výkon použitého procesoru Motorola 68000. SEGA použila název Mega Drive pro evropský, asijský, australský a brazilský trh. Pro Severní Ameriku bylo použito jméno Genesis, protože Mega Drive byl již licencován.

### Vydání

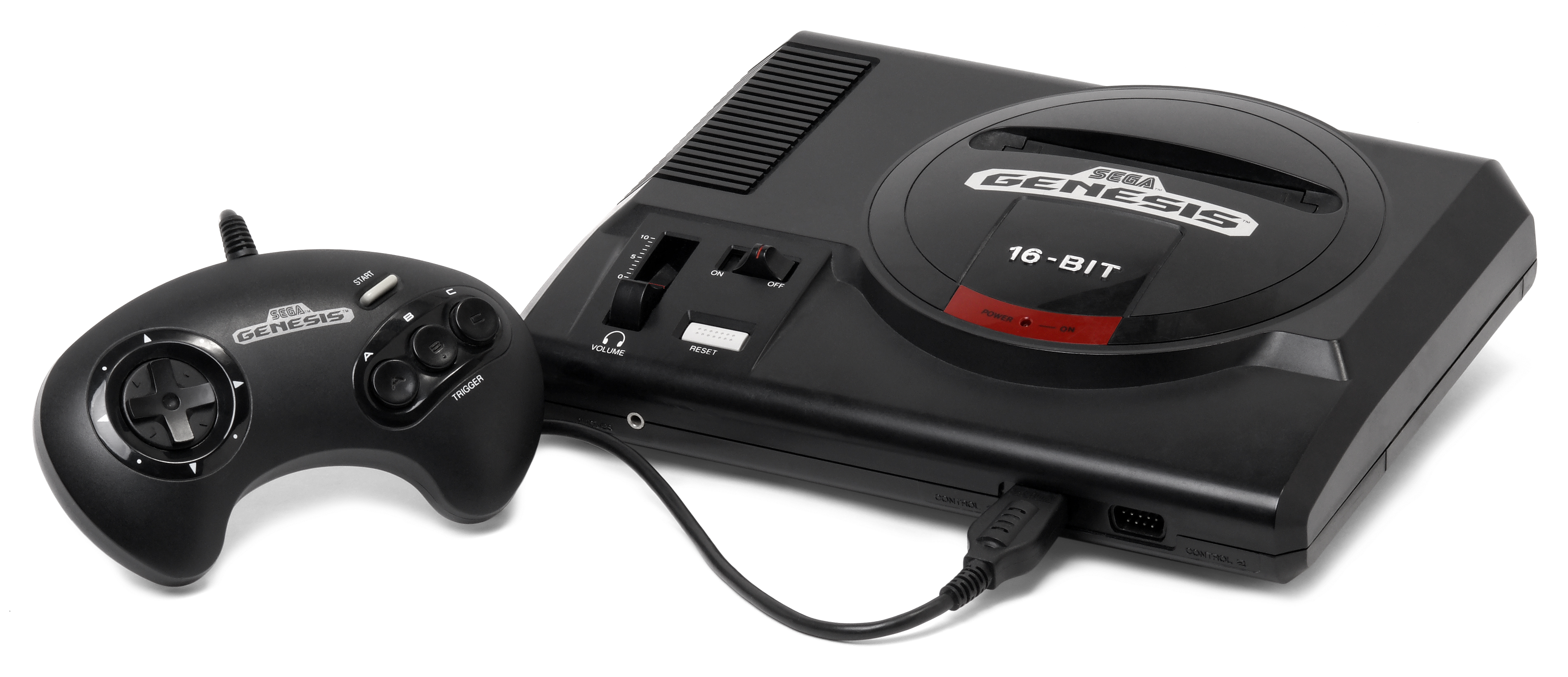
Mega Drive byl v Severní Americe prodáván pod názvem Genesis

Mega Drive byl vydán v Japonsku 29. října 1988. Ve Spojených státech bylo vydání avizované na datum 9. leden 1989. SEGA nejprve získala partnera pro distribuci, společnost Atari, ale vzájemně se neshodli na potřebných bodech smluv a nakonec se SEGA rozhodla do distribuce zapojit sama. Bez Atari ovšem nedokázala dodržet původně plánovaný termín a tak na kompletní území severoamerického trhu přichází Genesis s téměř ročním zpožděním. Prodejní cena byla 190 $, tedy o 10 $ méně oproti původním plánům.
Prodej v Evropě byl zahájen 30. listopadu 1990. Mega Drive, jako následovník v Evropě úspěšného Master System se stal velmi rychle populární. Paradoxně se téměř dvouleté zpoždění nástupu konzole na evropský trh projevilo jako výhoda, kdy již při prvním prodejích Mega Drive mohly obchody nabídnout značnou paletu her pro tento systém. Nové hry totiž předváděly dovednosti konzole, zatímco zpětná kompatibility s Master System konzolí zajišťovala hladký přechod uživatelů z jednoho systému na druhý.
Až do roku 1991 reprezentoval Mega Drive v reklamních kampaních jednooký pirát. Toto změnil příchod hry Sonic the Hedgehog, kdy se „ježek Soník“ stal ihned novým maskotem společnosti SEGA.
V Brazílii zajišťovala prodej společnost Tec Toy, která uvedla Mega Drive na trh roku 1990, jenom rok po uvedení předchůdce Master System. Tec Toy také spustila Sega MegaNet - internetové služby pro konzole SEGA. Zajímavostí je, že společnost také vydala přenosnou verzi konzole Mega Drive 5. prosince 2007. Přenosná verze obsahovala 20 zabudovaných her z původního Mega Drive.

### Souboj herních konzolí

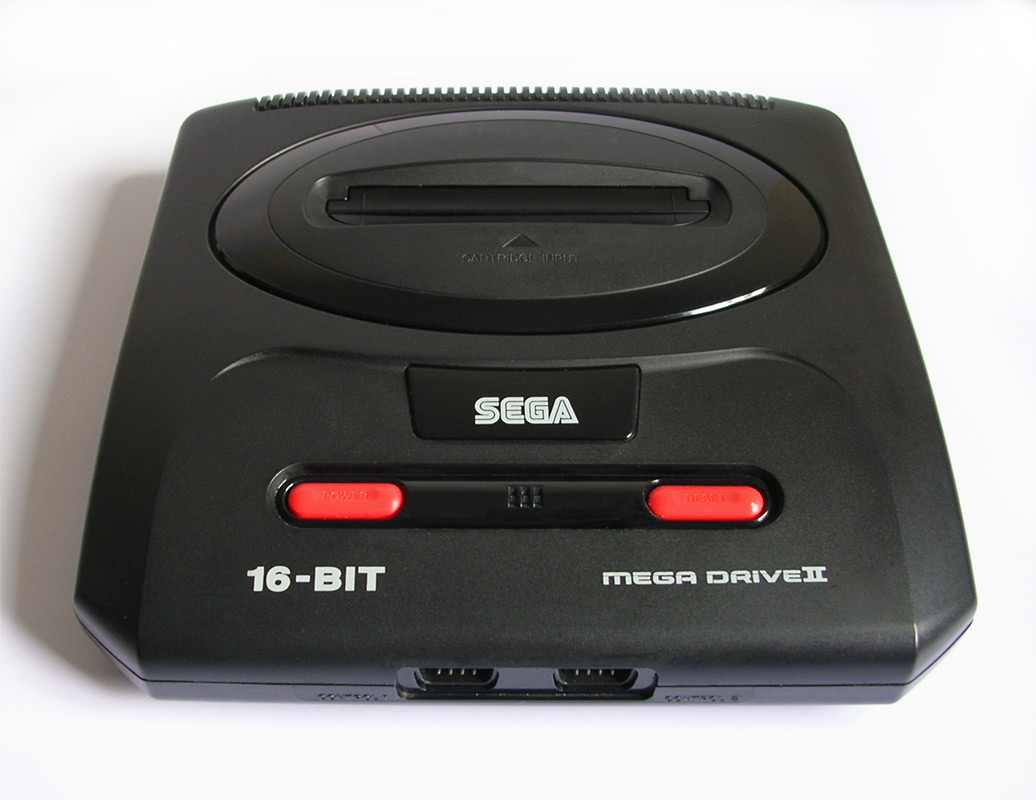
Mega Drive II

Z počátku byl Mega Drive srovnáván s Nintendo Entertainment System (NES), který mu nemohl svou 8bitovou technologií konkurovat. Přesto se domovském Japonsku za první rok se prodalo pouze 400 .000 kusů. Ačkoliv se SEGA neustále pokoušela nabídnout svým zákazníkům „více za méně“, Mega Drive se v Japonsku umístil až na 3. místě za SNES značky Nintendo a za TurboGrafx-16 společnosti NEC.
Michael Katz, nový CEO americké Segy udělal dva zásadní kroky k podpoření nového produktu na Nintendem ovládaném americkém trhu. Za prvé se zaměřil na konkurenční boj v oblasti arkádových her proti Nintendu. Za druhé, aby obešel licence, které mělo Nintendo na většinu těchto her, začala SEGA nabízet hry pod licencí různých celebrit. Z této doby vznikly hry jako Pat Riley Basketball, Arnold Palmer Tournament Golf, James 'Buster' Douglas Knockout Boxing, Joe Montana Football, Tommy Lasorda Baseball, Mario Lemieux Hockey, nebo Michael Jackson's Moonwalker a řada dalších. Žádná z těchto her však Mega Drive nedostala nad Nintendo.
CEO mateřské společnosti SEGA, Hajao Nakajama se obával dalšího marketingového propadu, jako tomu bylo u ne-evropských zemí s Master System a najal Toma Kalinskeho, aby nahradil Katze ve funkci hlavy americké pobočky. Kalinskeho již něco o videoherním průmyslu věděl a vypracoval čtyřbodový plán k úspěchu: Snížit cenu za přístroj, dát dohromady americký tým pro vývoj her pro severoamerický trh, pokračovat v agresivní kampani proti Nintendu a vyměnit Altered Beast na pozici hlavní hry společnosti za Sonic the Hedgehog. Ředitelství společnosti se jej zeptalo, jestli se nezbláznil, ale Nakayma všechny 4 body odsouhlasil. Sonic se stal tak oficiálním maskotem společnosti SEGA, hra byla přijata s výbornou kritikou a SEGA konečně s získala pro Mega Drive i zákazníky, kteří čekali na vydání SNES od konkurenčního Nintenda. Souboj herních konzolí začal na plné obrátky a záhy vytlačil úplně z trhu firmu NEC, výrobce konzole TurboGrafx-16.
V roce 1992 již statistiky ukazovaly, že SEGA se dotahuje na Nintendo, které zaujímá 55% trhu, zatímco SEGA 45%. V Evropě neměl Mega Drive vážnějšího konkurenta a za svou pozici vděčil hlavně 8bitovému Master System. V Brazílii byl model Mega Drive také velice úspěšný, když dosáhl podílu 75% tamního trhu.

### Zánik
Nintendo si zavčasu uvědomilo sílící pozici Segy a začalo pracovat na návratu na vrchol, což se mu dařilo od roku 1994, kdy SEGA ztratila opět 30% trhu z různých důvodů. Po celou dobu své existence opomíjela žánr her RPG, který čítal další potenciální zákazníky. Pro SNES hry tohoto žánru vyvíjel SquareSoft. V letech 1994–1996 navíc SEGA nezvládla přechod na 32bitovou generací nových konzolí a modulace jako SEGA 32X, vyžadující stárnoucí Mega Drive, nové zákazníky nepřilákaly. Navíc krátce po uvedení 32X byla avizována Sega Saturn, což uvedlo trh do rozpaků, kterým směrem se SEGA vydá. Další chybou bylo ukončení podpory Mega Drive, přičemž tento 16bitový systém mohl ještě několik let přinášet potřebné zisky pro vývoj dalších konzolí. Nemalým faktem byl také nový konkurent na trhu - značka Sony se svým PlayStationem.

## Rozšíření

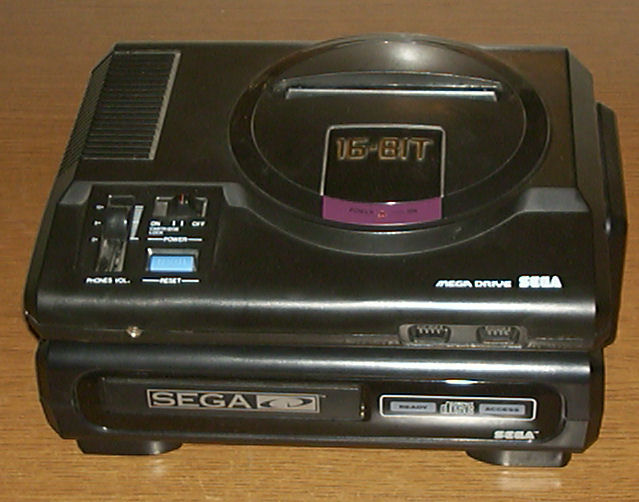
Mega Drive včetně modulu Sega−CD

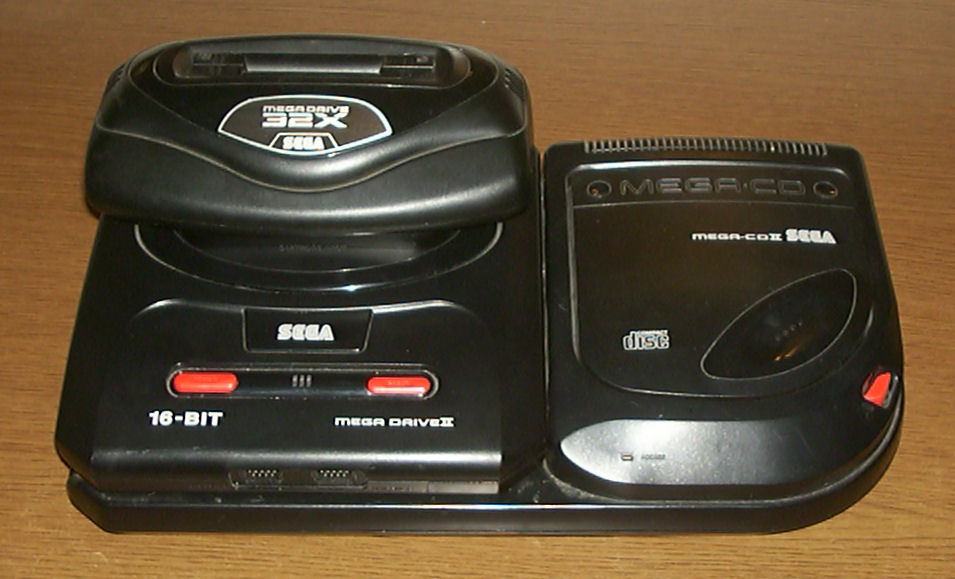
Mega Drive II včetně modulu Mega−CD a 32X

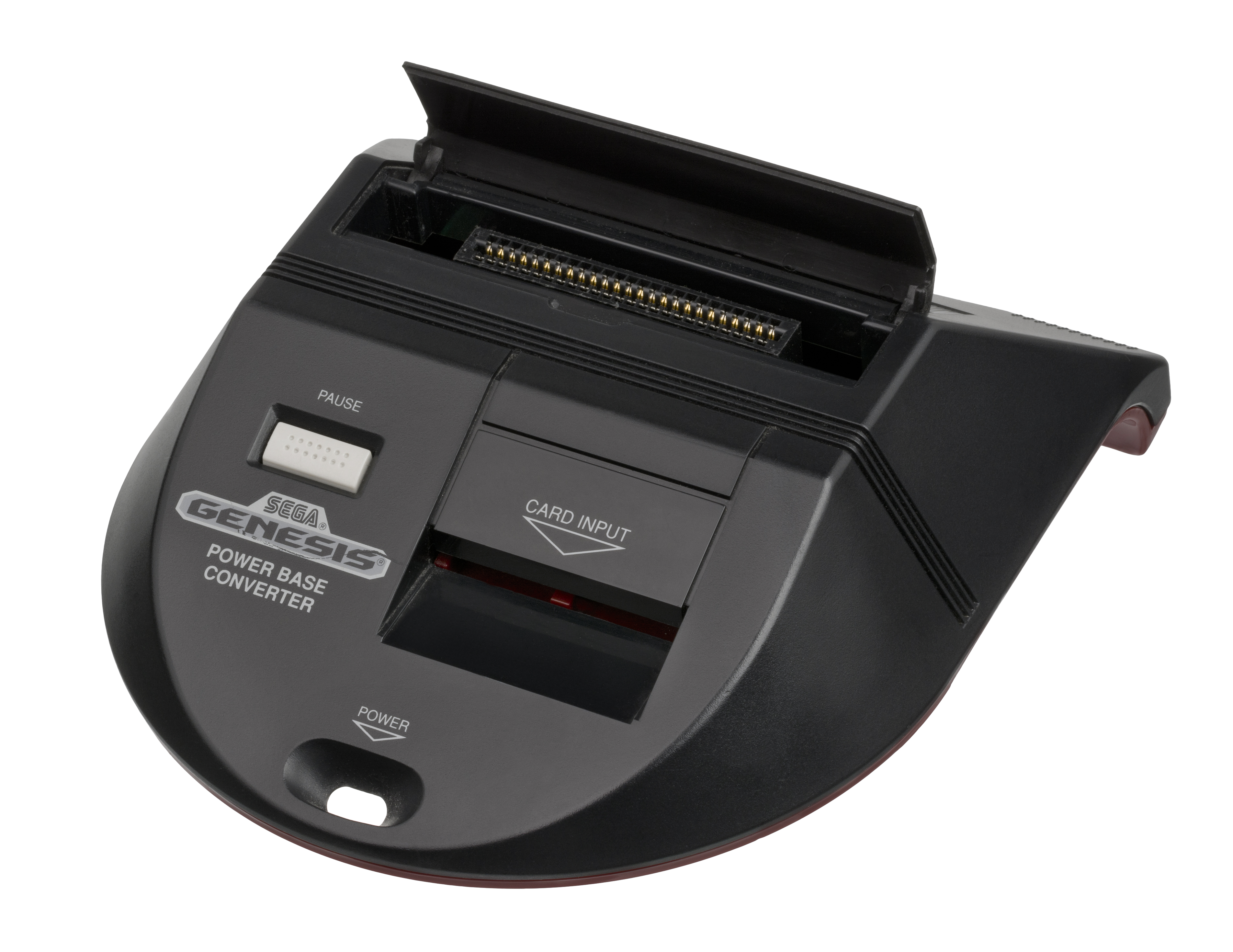
Power Base Conventer

Roku 1991 SEGA oznámila vydání přístroje pod názvem Sega-CD (v druhé generaci jako Mega-CD). Šlo o přídavný modul, který konzoli po zapojení rozšířil o optickou jednotku CD-ROM, čímž SEGA chtěla dát novou možnost tvůrcům her pro Mega Drive. Celkovou konfiguraci také rozšířil o rychlejší CPU a více paměti. Klasická cartrige disponovala kapacitou 8 nebo 16 MB celkové paměti, kdežto jeden kompaktní disk pojme 640 MB dat. Ačkoliv se ihned objevily první hry jako Sonic CD nebo Night Trap, celkově se prodalo pouze 6 milionů kusů tohoto rozšiřujícího modulu.
V červnu 1994 SEGA ohlásila další modul pro Mega Drive, tentokrát pod názvem 32X. Společnost sama prezentovala nástavec jako pomalý vstup do nové generace herních konzolí. 32X byl také zprvu zamýšlen jako nová samostatná konzole značky SEGA. Joe Miller, vedoucí výzkumu a vývoje americké Segy ovšem tlačil na mateřskou firmu, aby byl 32X vydán pouze jako rozšiřující modul pro stávající Mega Drive a Sega si tak zbytečně nekonkurovala pro připravený Sega Saturn. Přestože byl 32X vybaven dvojicí 32bitových procesorů a 3D grafickým jádrem, zájem vývojářů her nevzbudil, zvláště, když vydání Saturnu bylo hlášeno hned na další rok. Cena tak rychle klesla z prvotních 159$ na 99$ a na samý závěr rozprodávala sklady za 19,99$ za kus. Prodalo se celkem 665 000 kusů do konce 1994.
Pro zajištění zpětné kompatibility se systémem Master System byl centrální procesor a zvukový čip (Zilog Z80) tohoto předchůdce integrován do koprocesoru Mega Drive. Zároveň video procesor VDP byl kompatibilní s VDP Master Systemu 4. revize. Nebyl tedy schopen spolupracovat s předchozími revizemi (Mega Drive nemohl tedy pracovat se softwarem určeným pro tyto revize nebo pro konzole SG-1000. Protože sloty pro herní cartrige obou modelů byly odlišné, pro hraní původních 8bitových her byl pro Mega Drive zapotřebí adaptér zvaný Power Base Conventer, který umožňoval zapojení cartrige do svého slotu. Sám se zapojoval do slotu pro cartrige v Mega Drive. V přední části adaptéru byl i slot pro paměťové karty na kterých vyšlo několik her pro Master System. Princip spočíval v tom, že se při zapojení hry pro Master System odpojil procesor Motorola 68000 a aktivoval se doposud nepracující Z80.
Power Base Conventer nebyl plně kompatibilní s konzolí Mega Drive II, druhou verzí Mega Drive. Nová verze adaptéru, pod názvem Master System Converter II tuto chybu napravovala. Jediná hra, která byla uvedena jako nekompatibilní pro použití na Mega Drive s adaptérem byla F-16 Fighting Falcon, ale kromě této také nebyla zaručena funkčnost u her, které neprodukovala přímo společnost SEGA.

## Varianty
Konzole Mega Drive vyšla posléze v několika dalších modifikacích, které přidávaly nové funkce a i rozšiřovaly stávající hardware. Kromě výrobků společnosti SEGA byly na různých světových trzích k mání také autorizované verze jiných výrobců, ale také neautorizované napodobeniny, jako např. Scorpion XVI.

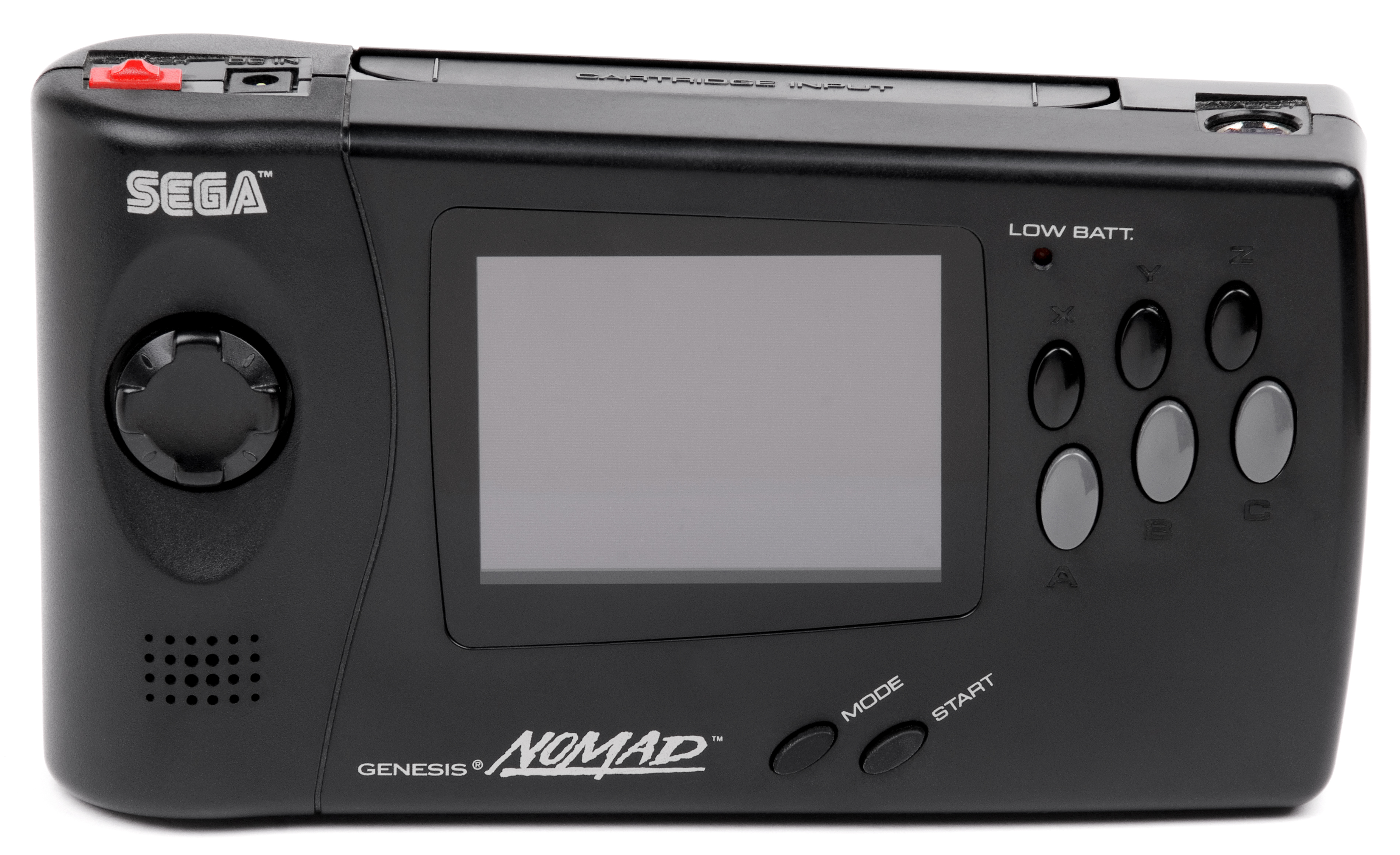
Sega Nomad

- Multimega je vzhledově naprosto odlišná a samostatně funkční konzole. Jde vlastně o Mega Drive v kombinaci s Mega-CD a přístroj je tak určen jak pro klasické cartrige, tak pro kompaktní disky. V Severní Americe byl model pojmenován jako Sega CDX. Konzole mohla také fungovat jako přenosný CD přehrávač a byl pro tyto účely vybaven slotem pro dvojici tužkových baterií a malým displejem pro zobrazení čísla přehrávané skladby z CD disku.
- Mega Drive II je upravená, novější verze Mega Drive. Konzole se nelišila v základních parametrech hardwaru, ale nabízela nový, menší vzhled, tlačítko pro vypnutí/zapnutí namísto posuvníku, odlišný adaptér pro napájení konzole a oproti Mega Drive postrádal zdířku pro připojení sluchátek.
- Nomad je přenosná herní konzole, vzhledově podobná modelu Game Gear, která ovšem je schopna používat herní cartrige pro Mega Drive a pracovala s procesorem Motorola 68000, jako Mega Drive. Sega Nomad byl vydán pouze pro severoamerický trh.
- TerraDrive byl vyráběn pouze v Japonsku. Jde vlastně o PC 80286 vybavené hardwarem Mega Drive a vyráběné společnosti IBM pro Segu. K dispozici byly 3 modely z čehož jenom nejvyšší varianta disponovala vlastním harddiskem. Příplatkový monitor nabízel 31 kHz video v barevném režimu RGB, které bylo využíváno pro hardware Mega Drive

Z produktů nevyráběných firmou SEGA stojí za zmínku Mega Drive 3, který vydala firma TecToy (autorizovaný distributor SEGA) v Brazílii. Mega Drive 3 neměl k dispozici slot pro herní cartrige, ale z výroby bylo k dispozici 80 zabudovaných her převzatých právě z éry Mega Drive a dalších 6 zabudovaných her od společnosti Electronic Arts: FIFA 08, Need for Speed: ProStreet, The Sims 2 and SimCity a další, původně určené pro mobilní telefony. Stejná společnost vydala také roku 2009 model pod názvem Mega Drive 4, který byl určen pouze pro Brazílii a opět nabízel pouze zabudované hry jako např. Sonic 3, Golden Axe, Altered Beast a The Sims 2. Kromě dalších byla součástí také hra Guitar Idol, a klon hry Guitar Hero, které je možné ovládat speciálním ovladačem v podobě elektrické kytary.

## Hardware
| Procesor:                     | Motorola 68000 16 bitů při frekvenci 7.67 MHz                                                                                    |
| Koprocesor (Zvukový ovladač): | Zilog Z80 8-bitů při 3.58 MHz |
| Paměť:                        | 64 KB RAM, 64KB VRAM, 8KB Sound RAM. 20 kb ROM                                                                                   |
| Barevná paleta:               | 512 |
| Zobrazovaných barev:          | 64 |
| Maximum zobrazených spritů:   | 80 |
| Rozlišení:                    | 256 × 192, 256 × 224, 320 × 224, 320 × 448                                                                                       |
| Zvuk:                         | Yamaha YM2612 6 kanálů FM, přídavné 4 kanály PSG. Stereo zvuk. Také Texas Instruments SN76489 PSG (Programmable Sound Generator) |

### CPU
Mega Drive využíval za CPU 16/32bitový systém Motorola 68000. Maximální adresovaná paměť je 16 megabytů z ROM ($00000000-00400000), do RAM ($00FF0000-00FFFFFF).
Model 68000 pracoval při frekvenci 7,61 MHz v konzolích PAL, 7,67 MHz v konzolích NTSC. Mega Drive byl vybaven také procesorem Zilog Z80, který sloužil primárně jako zvukový ovladač, ale také zajišťoval zpětnou kompatibilitu s hrami konzole Master System. Mega Drive byl dále vybaven 64 KB pracovní RAM.

### Video
Mega Drive byl vybaven dedikovaným VDP (Video Display Processor) pro zobrazování grafiky na pozadí. Šlo o vylepšenou verzi, oproti VDP v konzoli Master System, která byla odvozena od TMS9918 značky Texas Instruments. Obraz mohl mít výstup až 256 pixelů (32 řádků) nebo 320 pixelů (40 řádků) napříč 224 sloupcům (odpovídá 28 řádkům) nebo 240 sloupcům (30 řádků) vertikálně. 240-řádkový režim byl používán při zobrazovací frekvenci 50 Hz.

### Audio
K dispozici byla dvojice primárních zvukových čipů, které oba mohly být řízeny procesorem (M68000), tak koprocesorem (pro Master System hry) Z80. Šlo o Yamaha YM2612 frekvenční modulátor (FM) a Texas Instruments SN76489 programovatelný zvukový generátor (PSG).

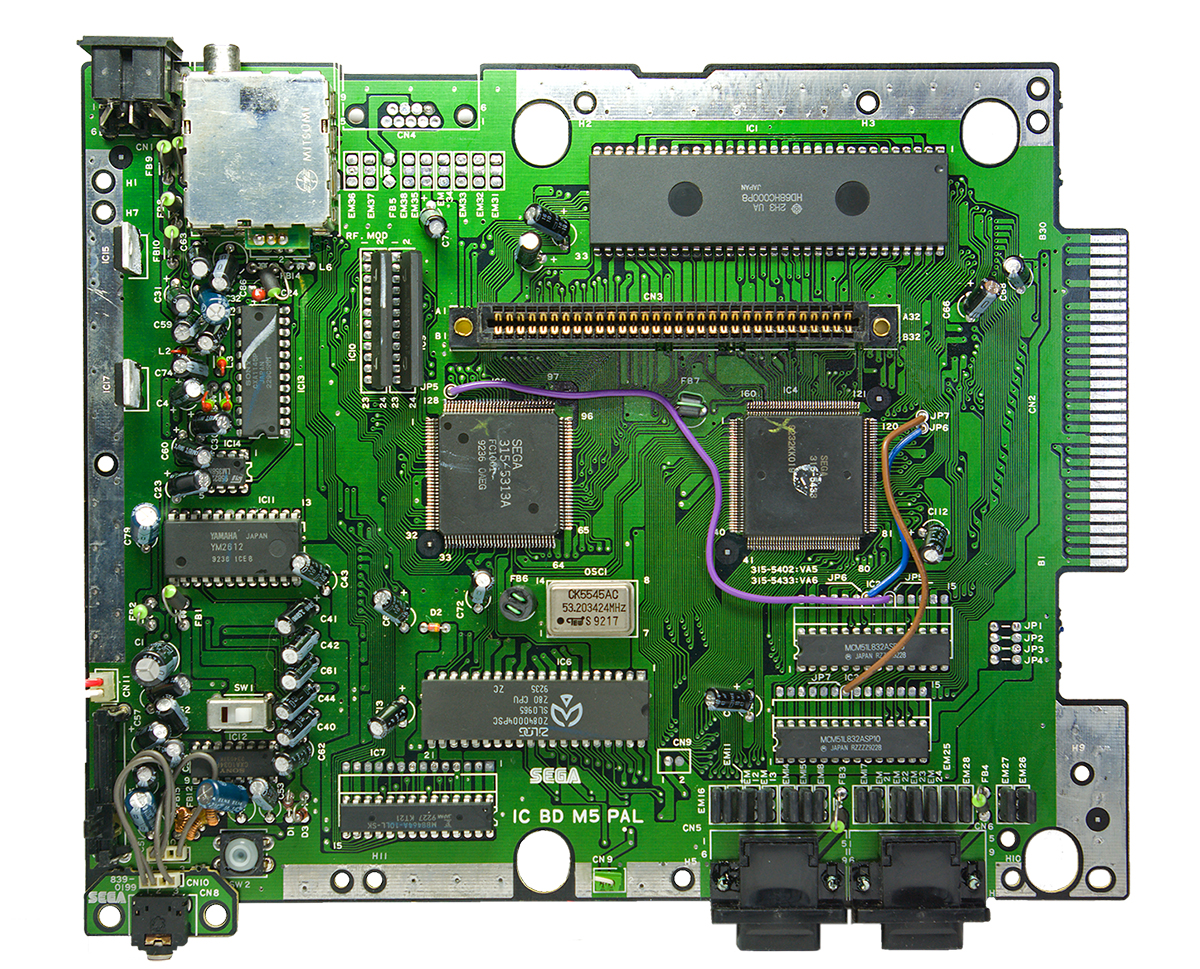
Základní deska Mega Drive
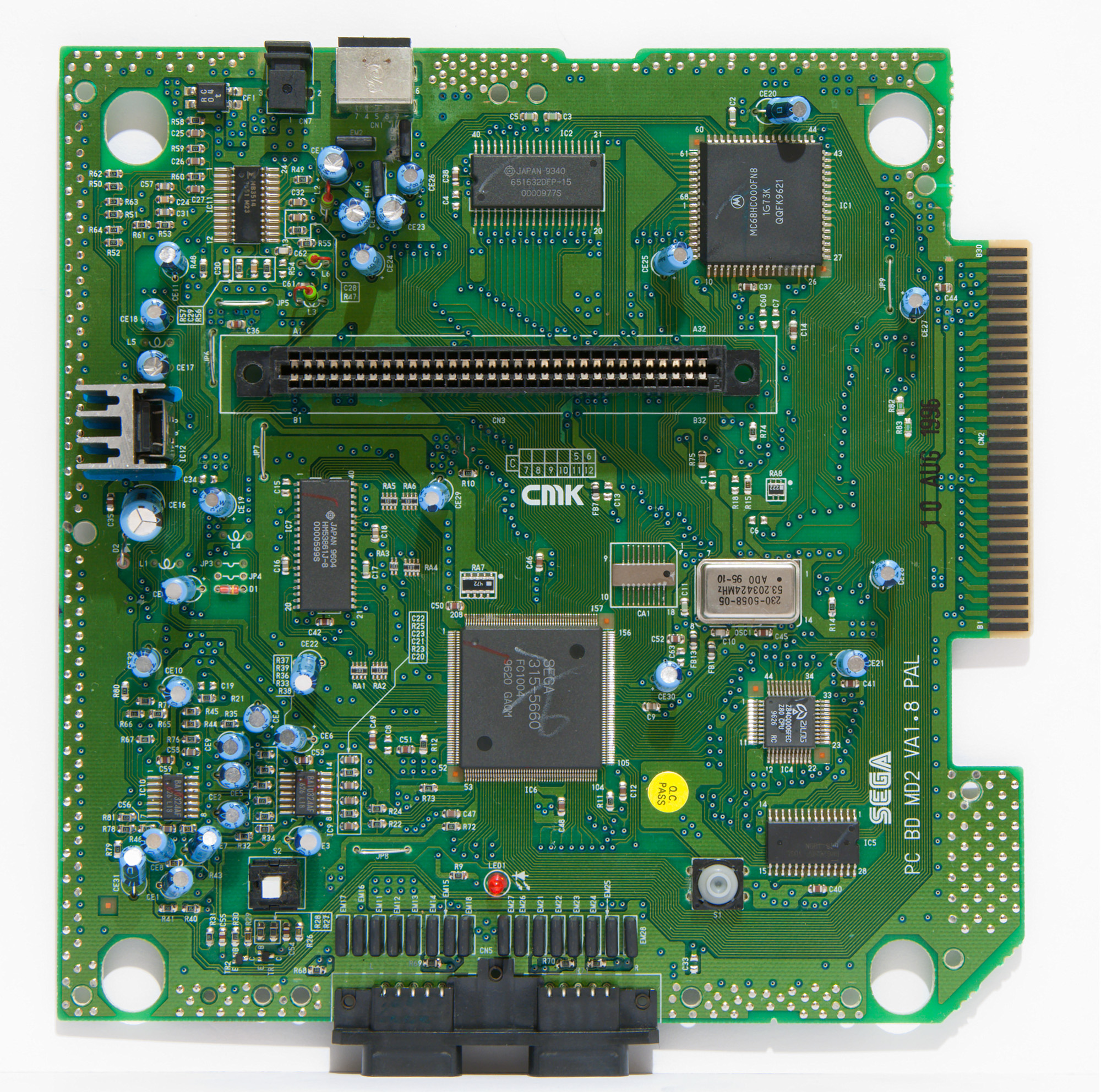
Základní deska Mega Drive II

### Paměť
Mega Drive byl vybaven 2 KB bootovací paměti ROM, která je známá také jako „Trademark Security System“ - TMSS (Česky: Ochranný systém obchodní značky). Když konzole byla spuštěna, automaticky zkontrolovala kód hry, který byl dán licencovaným vývojářům her. Nelicencované hry bez kódu byly odmítnuty. Pokud hra prošla kontrolou kódu, zobrazil se text „Produced by or under license from Sega Enterprises Ltd.“ Systém TMSS se také stal předmětem právního sporu SEGA vs. Accolade.

### Ovladače

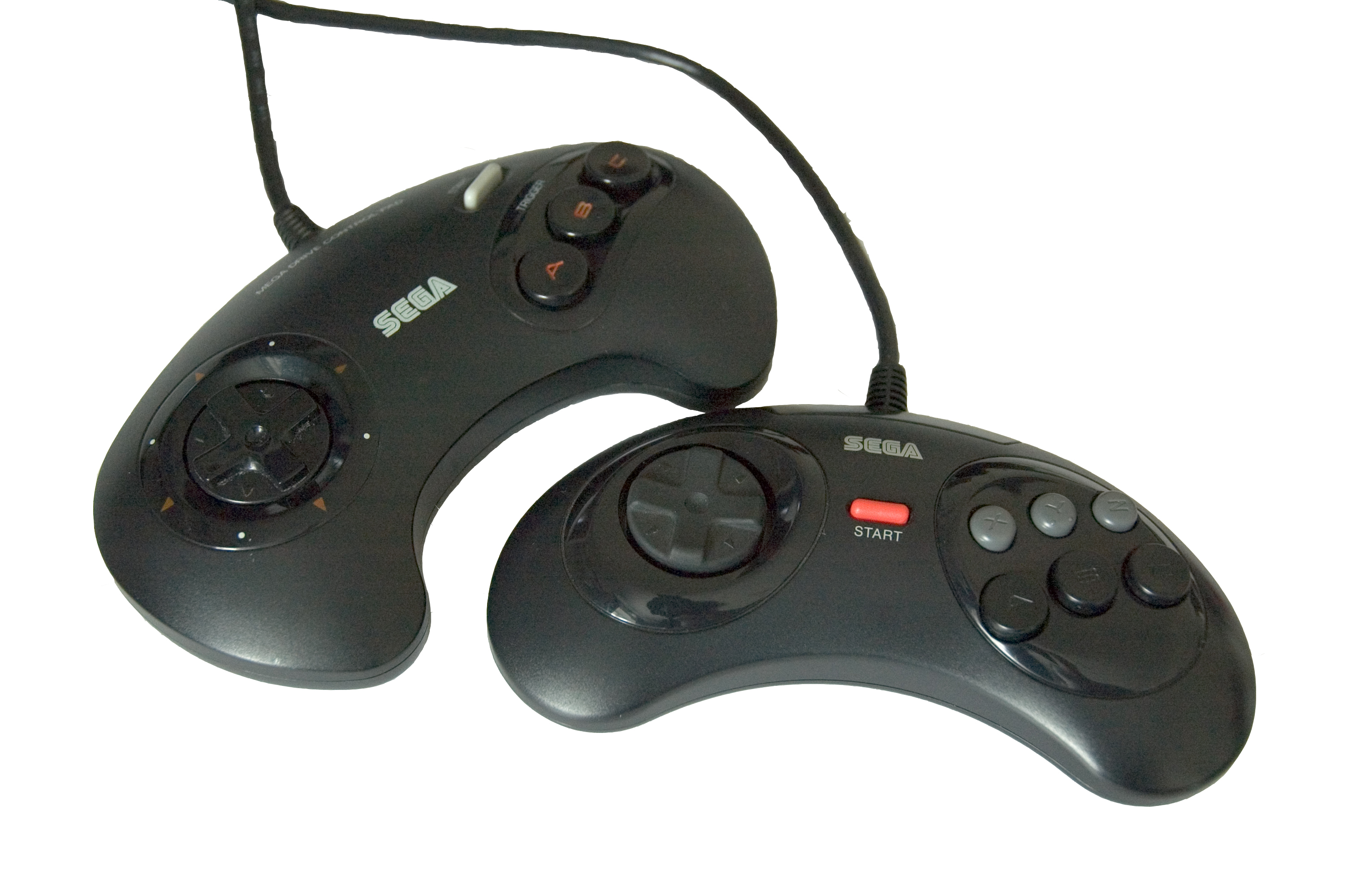
Klasický 3-tlačítkový a novější 6tlačítkový gamepad

Standardní gamepady dodávané spolu s konzolí obsahovaly trojici tlačítek, pojmenované A, B, C, pro ovládání hry, tlačítko START sloužící pro přerušení hry nebo spuštění hry po úvodních volbách a analogové tlačítko určené pro směrové ovládání. V roce 1993 SEGA vydala šestitlačítkový ovladač, který nad trojicí A, B, C obsahoval další tři tlačítka, která měla opodstatnění převážně v bojových hrách jako Mortal Kombat apod. Později vyšla ještě bezdrátová varianta šestitlačítkového ovladače.
Kromě těchto základních ovladačů se objevily další periférie:
- Sega Mouse / Sega Mega Mouse - klasická počítačová myš se dvěma nebo třemi tlačítky. K dispozici pouze pro japonský a evropský trh.
- Menacer - bezdrátová laserová pistole, která neměl příliš velkou podporu her byla vyráběna od roku 1992 jako odpověď na Super Scope (pistole pro konzole Nintendo)
- J-cart - cartrige vyvinutá ve spolupráci Electronic Arts a SEGA, která obsahovala hru, ale také 2 porty pro připojení dalších dvou ovladačů. Celkový počet hráčů se tak rozrostl na čtyři. Současně byly na trhu nabízeny rozbočovače bez hry, které plnily stejnou funkci.
- Sega Activator - šlo o obruč ve tvaru osmiúhelníku vybavenou LED diodami. Hráč si stoupnul doprostřed a Activator snímal jeho pohyby. Sega toto prezentovala jako budoucnost ovládání bojových her, ale Activator se nedočkal velkého uznání, naopak byl Craigem Harrisem redaktorem e-magazínu IGN označen jako 3. nejhorší ovladač.[18]

## Videohry
Videoher pro SEGA Mega Drive vzniklo velmi mnoho a lze přičíst i hry původně určené pro konzoli Master System. Nejvíce úspěšnou hrou Segy se stal Sonic the Hedgehog a jeho pokračování. Tradičně oblíbené byly sportovní série vývojářů Electronic Arts NBA, NFL a NHL. Další nejprodávanější hry byly: Mortal Kombat, Aladdin, Jurassic Park, Street Fighter, Altered Beast, Streets of Rage, Ecco the Dolphin a Virtua Racing.

### Sonic the Hedgehog

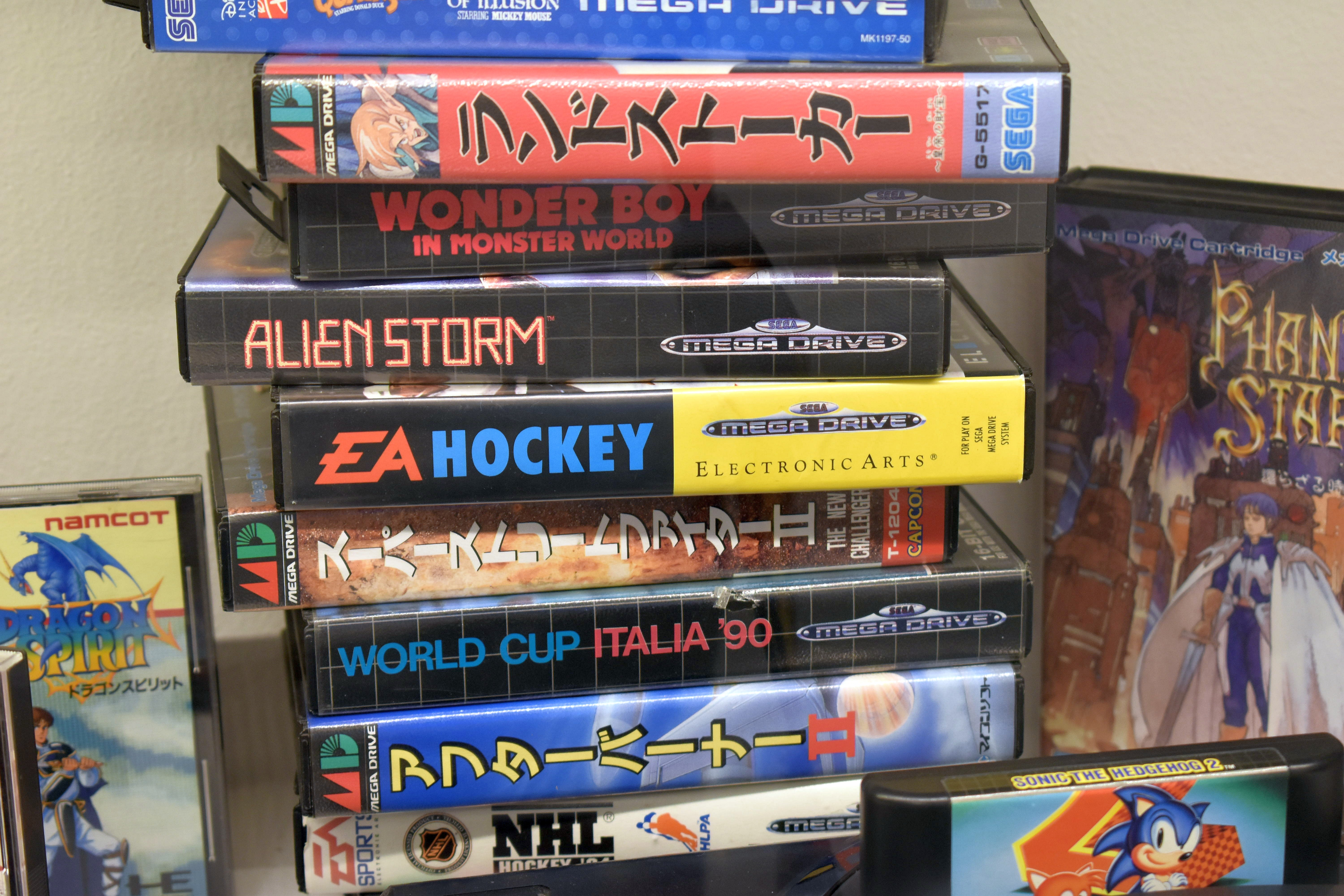
Hry na Sega Mega Drive

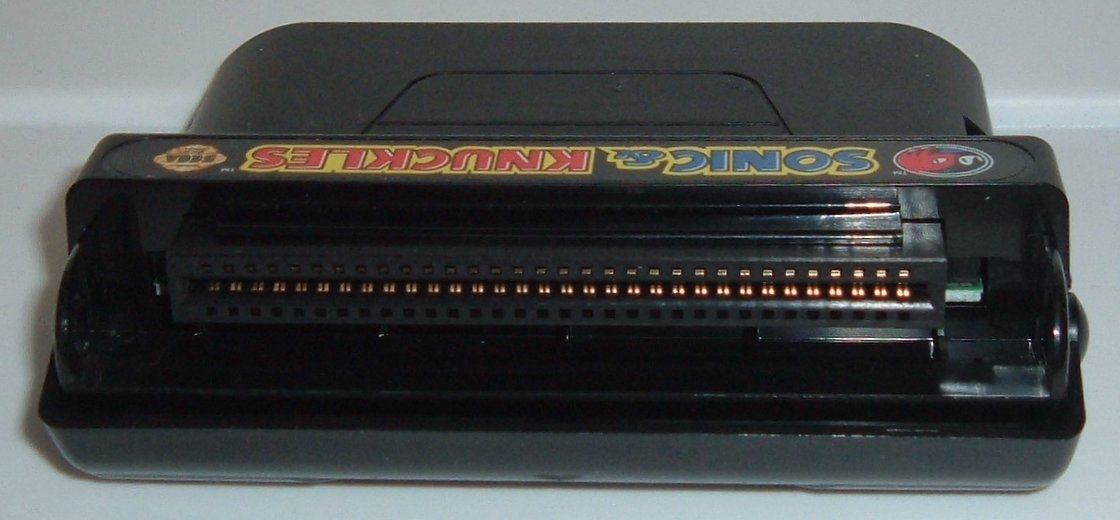
Herní kazeta Sonic & Knuckles měla slot, který umožňoval připojení k dalším herním kazetám

Yuji Naka a Naoto Oshima, duchovní otci modrého ježka Soníka vytvořili opravdového konkurenta Maria, maskota firmy Nintendo. Snad pro rychlost, která plošinovkám s Mariem chyběla, se již první díl stal velmi populární, ale skutečný hit se stala hra Sonic the Hedgehog 2, které se prodalo na 6 milionů kopií. Sonic se dočkal mnoha dalších her a nešlo vždy pouze o klasické plošinovky. Poslední klasickou arkádou pro Mega Drive byla hra Sonic & Knuckles, která byla vydána nikoliv jako klasická cartrige, ale jako adaptér schopný pojmout další samostatnou cartrige a společně přehrát modifikovanou videohru.

### Mortal Kombat
Jedním z dalších mezníků v úspěchu videoher konzole Mega Drive byl Mortal Kombat. Bojová hra společnosti Acclaim, která se zapsala jako začátek brutality ve videohrách. Proti sobě nastoupili dva protivníci a vítěz měl ještě možnost poraženého zabít některým z krvavých způsobů. Zájmem Segy i Nintenda bylo získat tuto hru pro své konzole, protože Acclaim jí vydala pouze na hracích automatech. Kontrola kvality her Nintenda však vývojáře donutila odstranit ze hry krvavé scény, zatímco verze pro Mega Drive zůstala beze změn a tím SEGA dosáhla mnohem vyšší prodejnosti svojí hry a další výhodu pro Mega Drive.

### Ostatní
Mezi další známější hry pro Mega Drive patří např.:
- Bubsy
- Cannon Fodder
- Cliffhanger
- Columns III (dodávané spolu s přístrojem)
- Duke Nukem 3D (vydáno pouze v Brazílii)
- Dune: The Battle For Arrakis
- Earthworm Jim
- Flashback
- Golden Axe
- Lemmings
- Micro Machines
- Prince of Persia
- World of Illusion
- Worms